# Economía cultural
La economía cultural es el estudio del comportamiento económico de diversos agentes en la producción, intercambio, distribución y consumo de bienes y servicios directamente relacionados con la producción cultural.
Es generalmente una política de los estados tanto desarrollados como en vías de desarrollo y se da al ser una actividad potencialmente lucrativa tanto para el sector público como privado,

## Objetos de estudio de la Economía Cultural
Si el objeto de la ciencia económica es estudiar la correcta distribución de los recursos escasos para satisfacer las necesidades del ser humano, la economía cultural hace lo propio con el desarrollo cultural, buscando equidad en el acceso a la actividad cultural para una sociedad. En otras palabras, analiza la relación entre los recursos de los que se dispone, que sean de carácter limitado, y las necesidades, que son de carácter ilimitado, aunque jerarquizadas. Desde otro punto de vista, el análisis de los impactos económicos de las políticas culturales puede constituirse en una herramienta muy útil para evaluar los resultados de una inversión en una determinada actividad, o en un territorio concreto y sirve tanto para evaluar programas y políticas culturales determinadas, como para poner en marcha nuevas estrategias de cara al futuro, tanto desde el ámbito público, como desde el privado o de la misma empresa.